# Alunverk

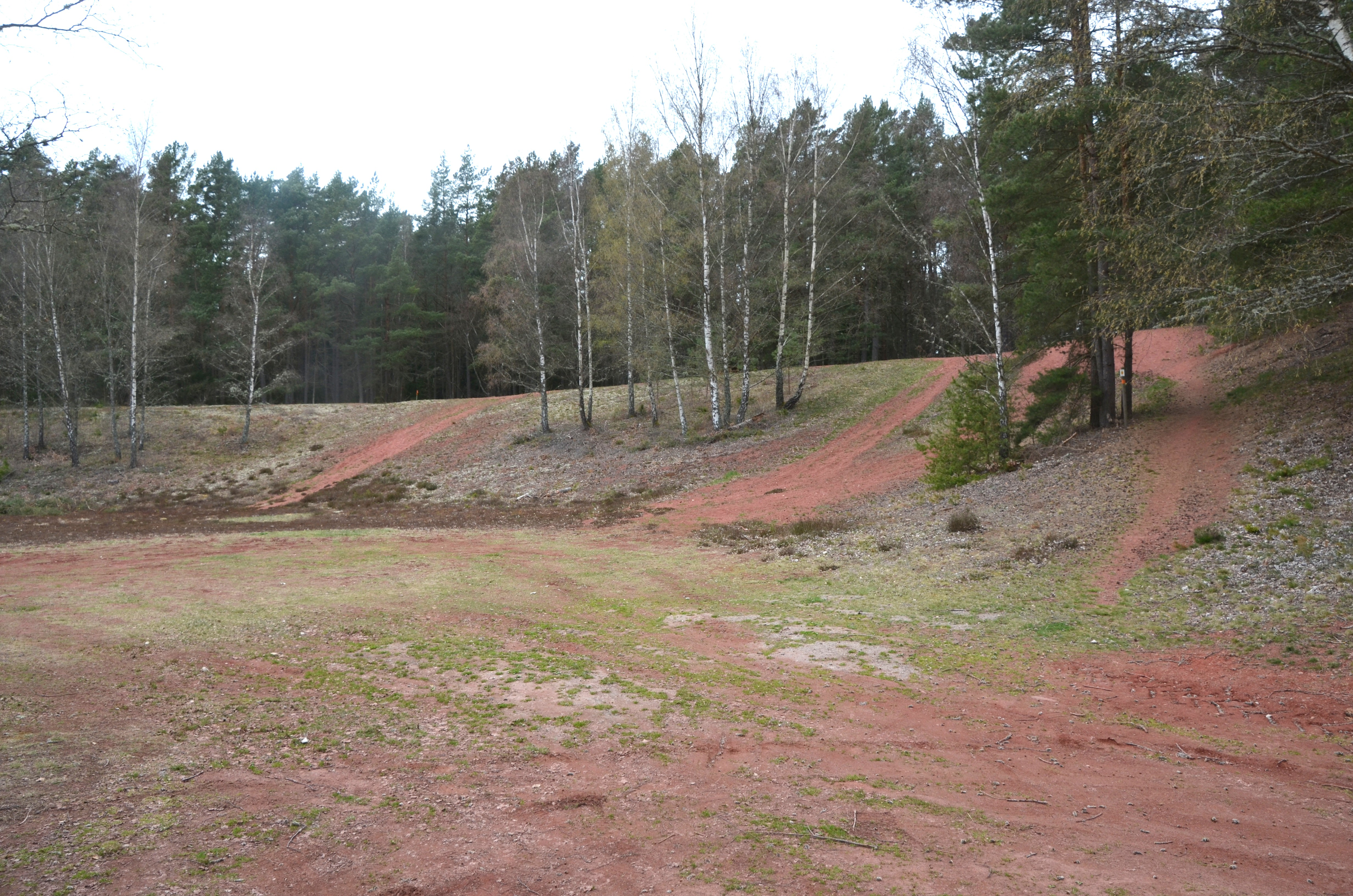
Rödfyrsslagg vid Lovers alunbruk

Alunverk är en anläggning för framställning av alun.
Alun har använts i tusentals år. Organiserad framställning i stor skala är känd sedan 1192 på ön Ischia utanför Neapelbukten. På andra italienska öar med vulkanisk mark producerades alun på 1200-talet. Den stora efterfrågan på alun för färgning, garvning, pappersframställning och medicinska ändamål ledde till en omfattande import från Orienten över Alexandria.
Den turkiska expansionen under 1400-talet ledde till att de gamla importvägarna till Europa skars av. Nya italienska fyndigheter, särskilt i Tolfa nära Rom, fick därför stor betydelse. 

## Alunverk i Sverige
Det höga priset gjorde att man letade efter nya fyndigheter. Efter upptäckt av en  
metod att göra alun av alunskiffer, påbörjades 1586 produktion av alun på Dylta svavelbruk i Närke. Förutom svavel tillverkades som biprodukter rödfärg, vitriol och alun. 
År 1637 grundades det första specialiserade alunverket i dåvarande Danmark och i Norden, Andrarums alunbruk. Det fanns också tidigt, från 1732, ett alunbruk i på Multorps gård i Västergötland, nedlagt 1836. Dessutom tillverkades alun av skiffer från trakten av Degerhamn på Öland. En produktion startade 1723 i Degerhamn, men flyttades redan på 1720-talet till Lovers i Hagby socken i nuvarande Kalmar kommun, eftersom det rådde brist på ved för skifferbränning på Öland. Lovers bruk lades ned 1841, varefter tillverkningen flyttades tillbaka till Degerhamn som Norra bruket. 
År 1806 byggde ryttmästaren Axel Adlersparre och grosshandlaren Theodor Foenander ett nytt alunbruk söder om Degerhamn, Ölands alunbruk, eller Södra bruket. Vid denna tid hade teknik utvecklats för att använda alunskiffret också som bränsle i stället för ved. Ölands alunbruk var i drift fram till 1890-talet.
Under 1700- och 1800-talen fanns det omkring elva alunbruk i Sverige. Alunbruken täckte behovet av alun och exporterades också till de Baltiska länderna.

## Alunverk i Sverige i urval

### Alunverk i Sverige 1807[2]
- Andrarums alunbruk, 1637-1912
- Oltorps alunbruk, eller Jean Catharina alunbruk, Dimbo socken, Västergötland, 1726-1829
- Kavlås alunverk i Hömbs socken, Västergörland, 1756-1855
- Multorps (Möltorps) alunbruk, Säters socken, Västergötland, 1732-1837
- Hönsäters alunverk, Kinnekulle, Västergötland, 1767-1804
- 1805—1856
- Garphytte bruk Latorps alunbruk, eller Beate Christins alunbruk, Tysslinge socken, Närke, 1747-1878
- Lovers alunbruk (Degerhamns alunbruk, Södra bruket), 1723-1841 (till 1886 med kalktillverkning som Södra bruket)
- Ölands alunbruk, 1806-1900

### Övriga alunverk under 1700- och 1800-talen i urval
- Dylta svavelverk, alun som biprodukt, omkring 1588-1701
- Karlsfors alunverk, Lerdala socken, Västergötland, 1816-1855
- Carls alunbruk, Horns socken, Västergötland,[3] 1724-1751[4]